# Pyrus oxyprion
Pyrus oxyprion är en rosväxtart som beskrevs av Jurij Nikolajevitj Voronov. Pyrus oxyprion ingår i släktet päronsläktet, och familjen rosväxter. Inga underarter finns listade i Catalogue of Life.